# One Piece: Unlimited Adventure
One Piece: Unlimited Adventure (アンリミテッドアドベンチャー?, Wan Pīsu: Anrimiteddo Adobenchaa) è un videogioco basato sul manga One Piece, ideato da Eiichirō Oda. Il gioco è il primo delle serie programmato per la piattaforma Nintendo Wii; è uscito in America e in Giappone.

## Personaggi giocabili
- Monkey D. Rufy (Gear Second e Gear Third)
- Roronoa Zoro
- Nami
- TonyTony Chopper
- Sanji
- Usop
- Nico Robin
- Franky

## Boss
- Smoker
- Drakul Mihawk
- Creek
- Kaku (ibrido)
- Spandam
- Arlong
- Nefertari Bibi
- Portuguese D. Ace
- Crocodile
- Mr. 2
- Ener
- Shanks il rosso
- Aokiji
- Paulie
- Rob Lucci (normale e ibrido)
- Barbabianca
- Calgara